# 雪の降るまちを
- 雪の降るまちを
- 雪の降る町を
- 雪の降る街を
- 雪のふるまちを

雪の降るまちを（ゆきのふるまちを）は、1952年にヒットした内村直也作詞、中田喜直作曲の歌である。

## 概要
この曲の初出は1952年（昭和27年）1月にNHKラジオで放送された連続放送劇「えり子とともに」の挿入歌としてであった。
ある回の放送前日におけるリハーサルで時間が余ることが分かり、その時間を埋めるべく急拵えで制作され、主演の阿里道子と南美江が新しい劇中歌として歌い、人気が出たため2番以降が制作され、高英男の歌唱によりレコードも制作されヒットした。後に、作曲者自らの手で女声合唱、混声合唱に編曲されている。
なお、初版シングルでの曲名は「雪の降るまちを」であるが、後に高の歌唱により再録音されて発売したシングルでは「雪の降る町を」となっている。さらに、1973年に高が発売したアルバム『雪の降る街を』（キングレコード、SKD-175）では「雪の降る街を」になっている。
作曲者の中田がこの曲を作るに際しては、知人である菅原喜兵衛宅のある山形県鶴岡市で見かけた降雪風景がこのメロディを紡いだと伝えられ、現在も毎年2月に行われる「鶴岡音樂祭」ではフィナーレにこの曲が歌われている（作曲者存命中は、本人が鶴岡に出向き自ら指揮していた。没後は夫人がその任を果たしている）。

## 収録曲
初版シングル（キングレコード、EB-263〈1952年〉）
1. 雪の降るまちを
  - 作詞：内村直也、作曲・編曲：中田喜直
2. マルセリーノの歌 (Canción de Marcelino)
  - 映画『汚れなき悪戯』主題歌

再録音盤シングル（キングレコード、EB-7173〈1960年〉／BS-1071〈1969年〉／GK-2033〈1978年〉）
1. 雪の降る町を
  - 作詞：内村直也、作曲：中田喜直、編曲：岩崎宏康
2. 枯葉 (Les Feuilles Mortes)
  - 作詞：J・PREVERT、作曲：J・KOSMA、編曲：岩崎宏康

## みんなのうた
NHKの『みんなのうた』でも放送されており、1回目は「雪の降る町を」という曲名で、開始間もない1961年12月 - 1962年1月に放送、歌は立川澄登（澄人）と東京少年少女合唱隊、映像は木馬座製作の影絵だった。
それから5年後の1966年12月 - 1967年1月に、「雪のふるまちを」の曲名で東京少年合唱隊の歌・東君平製作のアニメーションでリメイクされた。
2021年2月には、「みんなのうた発掘プロジェクト」で視聴者から提供された1961年版が、ラジオのみで実に59年ぶりの再放送となる。

## その他エピソード
鶴岡市はJR羽越本線鶴岡駅前に歌碑を、鶴岡公園内に雪の結晶をイメージした記念モニュメントを建てた。記念モニュメントはセンサー仕掛けでメロディーが流れる。
なお北海道旭川市も我が街が舞台として創られた歌と主張しており、冬期は街頭放送でメロディが循環演奏されている。
ショパン作曲「幻想曲ヘ短調作品49」の序奏のモチーフとよく似たメロディーが現れるが、作曲者本人は引用等とはしていない。
藤子・F・不二雄の漫画作品『エスパー魔美』の1エピソード「雪の降る街を」では作中に本曲が大きくフィーチャーされており、歌詞の一部が記載されている。
中田喜直の甥・中田佳彦が大瀧詠一と細野晴臣の共通の友人であり、後にはっぴいえんどとして活動を始める際の不思議な因縁となったことから、大瀧が佳彦へのトリビュートとして『多羅尾伴内樂團Vol.1』に「雪の降る町を」として取り上げている。
リチャード・ロジャースがニューヨーク市内のホールで演奏披露したことがあり、これを偶然見に来ていた稲垣潤一が感激し、自身のアルバムの中で本曲をカヴァーしたというエピソードがライナーノーツの中で紹介されている。

## カヴァーしたアーティスト
- 芹洋子（1975年、アルバム『四季の抒情』に収録）
- ロジェー・ワーグナー合唱団（1980年、アルバム『I Dream Of Jeannie』に収録）
- 香西かおり（2001年、アルバム『綴織百景VOL.8 のすたるじい』に収録）
- 二階堂和美（2008年、アルバム『ニカセトラ』に収録）
- 手嶌葵 + 坂本龍一（2010年、コンピレーションアルバム『にほんのうた 第四集』に収録）
- レイモン・ルフェーブル（2008年、アルバム『追悼　レイモン・ルフェーヴル　栄光の軌跡』に収録）

＊岩崎宏美